# Ga chợ Chilseong
Ga chợ Chilseong là ga của tuyến 1 Daegu, Hàn Quốc. Nó nằm ở Chợ Chilseong.

## Liên kết
- (tiếng Hàn) Trạm thông tin mạng Lưu trữ ngày 10 tháng 6 năm 2015 tại Wayback Machine từ Tổng công ty đường sắt cao tốc đô thị Daegu